# Суковенко, Мария Петровна
Мари́я Петро́вна Сукове́нко (укр. Марія Петрівна Суковенко; 20 октября 1920 год, село Нехвороща, Константиноградский уезд, Полтавская губерния — 14 июля 1996 года, село Нехвороща, Новосанжарский район, Полтавская область, Украина) — колхозница, звеньевая колхоза имени Чапаева Нехворощанского района Полтавской области, Украинская ССР. Герой Социалистического Труда (1948).

## Биография
Родилась 20 октября 1920 года в селе Панасовка в крестьянской семье. Получила неполное среднее образование. С 1935 года начала свою трудовую деятельность рядовой колхозницей в колхозе имени Чапаева Нехворощанского района. После освобождения в 1944 году Полтавской области восстанавливала разрушенное колхозное хозяйство. Была назначена звеньевой полеводческого звена.
В 1947 году звено Марии Суховенко собрало в среднем по 31,3 центнера пшеницы с каждого гектара на участке площадью 11 гектаров. В 1948 году удостоена звания Героя Социалистического Труда «за получение высоких урожаев пшеницы, ржи и сахарной свеклы при выполнении колхозом обязательных поставок и натуроплаты за работу МТС в 1947 году и обеспеченности семенами зерновых культур для весеннего сева 1948 года».
Работала в колхозе до выхода на пенсию. Проживала в родном селе, где скончалась в 1996 году. Похоронена на местном сельском кладбище. Её могила является памятником истории и культуры Полтавской области.

## Награды
- Герой Социалистического Труда — указом Президиума Верховного Совета СССР от 10 мая 1948 года
- Орден Ленина — дважды (1948, 1949)
- Орден «Знак Почёта»
- Медаль «За доблестный труд в Великой Отечественной войне 1941—1945 гг.»

- Медаль «В ознаменование 100-летия со дня рождения Владимира Ильича Ленина»